# Elena Ogui
Elena Ogui, née le 15 juin 1962, est une coureuse cycliste soviétique puis ukrainienne.

## Palmarès sur route

### Championnats du monde
- 1991 Stuttgart
  - 5e de la course en ligne

### Par années
- 1990
  - Tour de Born - Olten
- 1991
  - 2e étape de Steiermark Rundfahrt
  - 2e de Steiermark Rundfahrt
- 1992
  - 2e du championnat d'Ukraine sur route
  - 2e du Tour de Leimental
  - 3e de Družba Žen
- 1993
  - 2e du GP Kanton Aargau
  - 3e du GP Kanton Zürich
- 1994
  - Grand Prix Cham-Hagendorn
- 1995
  - 2e du Tour de Thuringe
  - 2e de Main-Spessart Rundfahrt
  - 2e de Bollendorf
  - 2e de Karbach
  - 2e de Irrel-Ferschweller
  - 3e du championnat d'Ukraine sur route
- 1996
  - GP Winterthur
- 1997
  - 2e du Grand Prix Cham-Hagendorn

### Grands tours

#### Tour d'Italie
- 1997 : 90e

#### La Grande Boucle
4 participations
- Tour de France féminin
  - 1989 : 30e
- Tour cycliste féminin
  - 1992 : 32e
  - 1995 : 43e
  - 1996 : 28e